# Plectocarpon cladoniae
Plectocarpon cladoniae är en lavart som beskrevs av Rolf Santesson. Plectocarpon cladoniae ingår i släktet Plectocarpon, och familjen Roccellaceae. Arten är reproducerande i Sverige.